# Juan Rodríguez (zapaśnik)
Juan José Rodríguez (ur. 16 maja 1985) – salwadorski zapaśnik walczący w obu stylach. Zajął czternaste miejsce na mistrzostwach panamerykańskich w 2014. Wicemistrz igrzysk Ameryki Środkowej w 2013 roku.